# Rob Friend
Pour les articles homonymes, voir Friend.
Rob Friend, né le 23 janvier 1981 à Rosetown, est un ancien joueur international canadien de soccer. Il est depuis mai 2018, le directeur exécutif du Pacific FC.

## Palmarès
- Molde FK
  - Vainqueur de la Coupe de Norvège en 2005
- Borussia Mönchengladbach
  - Champion de 2.Bundesliga en 2008.
- Hertha Berlin
  - Champion de 2.Bundesliga en 2011.
- Galaxy de Los Angeles
  - Vainqueur de la Coupe MLS en 2014